# Marcel Joost

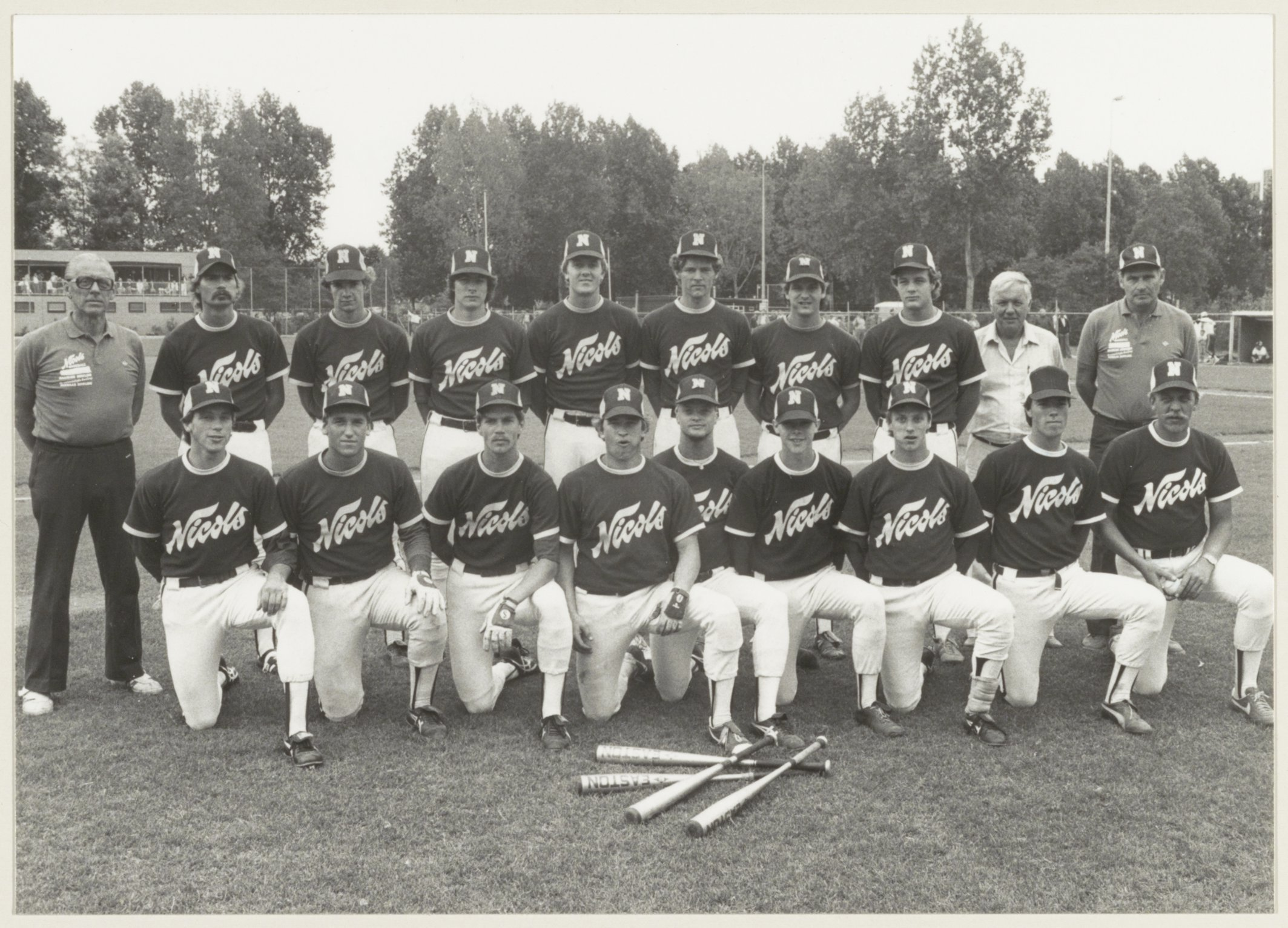
De kampioensploeg van Haarlem Nicols in 1982. Staand v.l.n.r.: Co Leurs, Hennie Jenken, Bill Groot, Marcel Joost, Leo van Schreven, Frans de Bruin, Skip Clark, Pim Winkel, Nico Boon en Frans van de Berg. Voorste rij v.l.n.r.: Thijs Vervaat, Gerlach Halderman, Frank Koot, Marc Morrison, Haitze de Vries, Bart van der Bosch, Frank Bos, Rob Klaver en Jan Dick Leurs.

Marcel Joost (12 december 1960) is een voormalig Nederlandse honkbalspeler.
Joost begon op achtjarige leeftijd met honkbal bij de Amsterdam Pirates. Toen hij zestien was werd hij lid van Haarlem Nicols waar hij een jaar later in 1979 debuteerde in het eerste herenteam. Hij speelde hoofdzakelijk rechtsvelder en stond bij gelegenheid ook opgesteld als eerste honkman. Zijn slaggemiddelde was in zijn eerste seizoen al hoog, .340 en daarna werd dat gemiddeld .400. In 1982 werd hij uitgeroepen tot Meest Waardevolle Speler door de bond. In 1992 verhuisde Joost naar de Haarlemse vereniging Kinheim waarmee hij in 1994 landskampioen werd door de Holland Series te winnen. In totaal kwam Joost dertien seizoenen voor Nicols uit en tien seizoenen voor Kinheim. In 2001 werd hij uitgeroepen door de bond tot Meest Waardevolle Speler. Hij speelde in 2001 ook in het Nederlandse honkbalteam waarmee hij in dat jaar Europees kampioen werd. Met Kinheim behaalde hij dat jaar ook de Europa Cup II voor clubteams.
Joost is, mede door zijn langdurige carrière, nog steeds de Nederlands recordhouder van het hoogste aantal honkslagen. In 23 hoofdklasseseizoenen waren dat er over de duizend. Zijn duizendste sloeg hij op 15 mei 1999 tijdens de wedstrijd tegen Twins. Ook houdt hij als rechtsvelder en aangewezen slagman de records voor de meeste runs, de meeste binnengeslagen punten, de meeste tweehonkslagen en driehonkslagen, homeruns en het hoogste slaggemiddelde.
Als lid van het international speelde Joost in totaal 163 wedstrijden en is daarmee sinds 1995 recordinternational. Hij speelde als international de Wereldkampioenschappen in Japan (1980), Zuid-Korea (1982), Cuba (1984), Nederland (1986), Italië (1988) en Nicaragua (1994). Na vier jaar afwezigheid keerde hij in 2000 terug in de nationale ploeg tijdens de Haarlemse Honkbalweek maar maakte kort daarna geen deel uit van de olympische ploeg. Hij nam afscheid van de ploeg na het Europees kampioenschap van 2001 in Duitsland. In 1988 speelde hij wel in het olympisch team dat deelnam aan het demonstratietoernooi in Seoel en in 1996 aan de Spelen in Atlanta. Hij speelde tevens met het Nederlands team in de Europese kampioenschappen van 1983 in Italië, 1985 in Nederland, 1987 in Spanje, 1993 in Zweden, 1995 in Nederland en 2001 in Duitsland. Ook speelde hij tijdens de Intercontinental Cups van 1983 in België en 1995 in Cuba. Verder nam hij deel aan zeven Haarlemse Honkbalweken ('80, '82, '84, '88, '94, '96 en 2000), vier World Port Tournaments ('85, '87, '93 en '95), de Golden Cup in 1994 in Curaçao, de Amsterdam Baseball Series in 1986 en het Chung Hua-toernooi in 1986 en 1987 in Taiwan.
Op 10 september 2005 werd hij opgenomen in de Hall of Fame van de KNBSB.
Frank Bos · 
Robert Eenhoorn · 
Rikkert Faneyte · 
Bill Groot · 
Gerlach Halderman · 
Jacky Jakoba · 
Marcel Joost · 
Ronald Stoovelaar · 
Thijs Vervaat · 
Bart Volkerijk · 
Eric de Vries · 
Haitze de Vries
Johnny Balentina · 
Giel ten Bosch · 
Eric de Bruin · 
Peter Callenbach · 
Rob Cordemans · 
Jeffrey Cranston · 
Eddie Dix · 
Marlon Fluonia · 
Evert-Jan 't Hoen · 
Eelco Jansen · 
Marcel Joost · 
Adonis Kemp · 
Geoffrey Kohl · 
Marcel Kruijt · 
André van Maris · 
Edsel Martis · 
Paul Nanne · 
Tom Nanne · 
Byron Ward · 
Danny Wout